# Mănăstirea Turnu
Mănăstirea Turnu se află așezată pe malul stâng al Oltului la circa 2 km amonte a ctitoriei lui Mircea cel Bătrân, Mănăstirea Cozia, pe teritoriul orașului stațiune Călimănești. Denumirea îi este dată de la un turn aflat pe stânca numită "Piscul lui Teofil", turn construit de legiunile romane din Castrul Arutela în secolul al II-lea.
Inițial, i s-a zis "Schitul de după turn", apoi "Schitul Turnu" și în cele din urmă denumirea actuală de "Mănăstirea Turnu".
Complexul mănăstirii Turnu a fost inclus pe Lista monumentelor istorice din județul Vâlcea din anul 2015, având codul de clasificare  VL-II-a-A-09862.

## Istoric
Istoria locașului începe prin secolul XV - XVI, când niște călugări ai mănăstirii Cozia s-au retras aici, trăind într-o sărăcie deplină. S-au adăpostit în colibe, case de lemn sau chiar în chilii săpate în stâncă, așa cum au procedat pustnicii Daniil și Misail. Datorită faptului că pe la jumătatea secolului XVI adunându-se mulți pustnici, Misail, ridică o biserică de lemn cu hramul "Intrarea în Biserică a Maicii Domnului".
Prin numirea în anul 1676 a egumenului Varlaam de la mănăstirea Cozia ca episcop al Râmnicului și care mai târziu ajunge mitropolitul Țării Românești, totul se schimbă pentru viața pustnicilor de aici. Se construiește o bisericuță din piatră și cărămidă în locul celei de lemn, așezându-se sub ea moaștele cuvioșilor Daniil și Misail. Prin aceasta devine o așezare monahală statornică.
Construirea căii ferate care face legătura Olteniei cu Ardealul pe valea Oltului, amenajarea unei stații C.F.R. paralel cu șoseaua deja construită, are o însemnătate deosebita pentru așezământ privind legătura cu lumea exterioară. Episcopul Argeșului, Gherasim Timuș, decide construcția unei reședințe de vară, construcție ce se execută între anii 1893-1901 și care consta într-o clădire biserică și camere de locuit. Proiectul este executat de un arhitect polonez stabilit în România, lucru ce face ca stilul bisericii să fie diferit de bisericile românești. Tot el va executa și pictura care se caracterizează printr-un stil modernist. Biserica cu hramul "Schimbarea la Față" se află la etaj, este sfințită la 28 octombrie 1901, după care Schitul este ridicat la rangul de mănăstire canonică.
Un eveniment nefericit, un incendiu izbucnit într-o noapte de  februarie 1932, face să piară în flăcări 5 corpuri de case cu 26 camere, 2 șoproane, trapeza veche, clopotnița, turla de la biserica mică, tâmpla cu toate icoanele și candelele, iar pictura interioară este grav afectată. Biserica, clopotnița și două case vor fi refăcute prin străduința episcopului Nichita Duma și contribuțiile credincioșilor. Fresca a fost realizată între anii 1935-1936 de către pictorul Belizarie.
Mănăstirea este desființată în anul 1961 și transformată în Casă de odihnă pentru personalul Episcopiei Râmnicului și Argeșului în baza decretului 410/1959. În anul 1975 se revine la statutul de schit în subordinea Mănăstirii Cozia, datorită demersurilor făcute de ieromonahul Teoctist Dobrin. Acesta reușește să adune în jurul lui un grup de tineri monahi dând viață nouă așezării mănăstirești. De asemeni legătura așezământului cu drumul național se îmbunătățește prin construirea unui pod peste Olt la punctul Lotrișor și totodată a primului drum de acces.
Anul 1988 reprezintă evenimentul de seamă al locașului: revenirea la statutul de Mănăstire și aceasta tot demersurilor și strădaniilor aceluiași om ieromonahul Teoctist Dobrin, pe care episcopul îl recompensează ridicându-l la rangul de protosinghel.
Cutremurele din 1977, 1985 și 1990 au produs deteriorări multiple care au impus restaurarea construcției. Un lucru important al acestor lucrări este reconstrucția acoperișului în arhitectura românească, iar picturile în stilul autohton, înlăturând astfel motivele de critică a specialiștilor. Trapeza de la parter a fost transformată într-o biserică spațioasă cu hramul Izvorul Tămăduirii, pentru mulțimea credincioșilor veniți în număr mare la slujbe.
Actual destinele mănăstirii sunt coordonate de starețul protosinghel Ionachie Trifa, un devotat al vieții monahale și bun gospodar.

## Chiliile rupestre

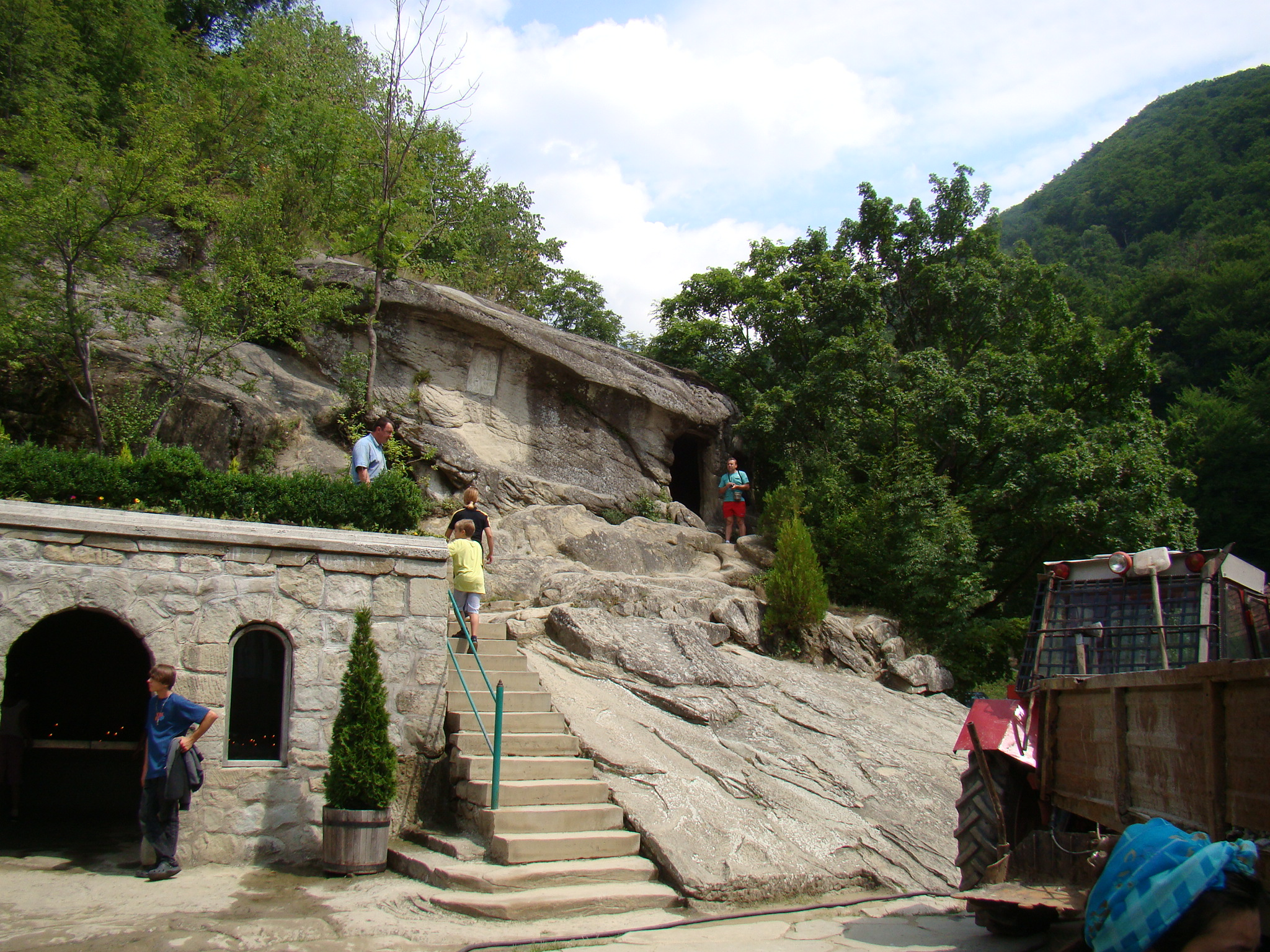

## Galerie imagini

Vedere generală
Biserica mică şi cea mare.
Turla mănăstirii
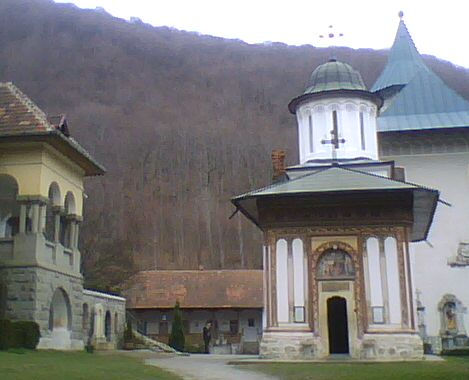
Mănăstirea Turnu